# Strømsgodset Idrettsforening 2020
Questa voce raccoglie le informazioni riguardanti lo Strømsgodset Idrettsforening nelle competizioni ufficiali della stagione 2020.

## Stagione
A causa della pandemia di COVID-19, il 12 marzo 2020 è stato reso noto che la Norges Fotballforbund aveva inizialmente rinviato l'inizio dell'attività calcistica al 15 aprile. A seguito della decisione del ministero della cultura di vietare la ripresa delle attività fino al 15 giugno, i calendari del campionato sono stati ancora rimodulati. Il 7 maggio, il ministro della cultura Abid Raja ha confermato che l'Eliteserien sarebbe ricominciata il 16 giugno. Il 12 giugno, Raja ha reso noto che sarebbe stata permessa una capienza massima di 200 spettatori. Dal 30 settembre, la capienza è stata aumentata a 600 spettatori.
Il 10 settembre 2020, la Norges Fotballforbund – dopo diversi rinvii – ha dovuto annullare l'edizione stagionale del Norgesmesterskapet, a causa dell'impossibilità di disputare tutte le partite previste a causa della condensazione del calendario del campionato. Anche il calciomercato è stato organizzato quindi diversamente, con una sessione estiva e una autunnale.
Lo Strømsgodset ha chiuso l'annata al 13º posto finale. Johan Hove, Moses Mawa, Viljar Myhra e Lars-Jørgen Salvesen sono stati i giocatore più utilizzati in stagione, a quota 30 presenze. Hove e Salvesen sono stati invece i migliori marcatori, con 10 reti ciascuno.

## Maglie e sponsor
Lo sponsor tecnico per la stagione 2020 è stato Puma, mentre lo sponsor ufficiale è stato DnB. La divisa casalinga era composta da una maglietta blu scuro con rifiniture bianche, con pantaloncini e calzettoni bianchi. Quella da trasferta era invece composta da una maglietta bianca con rifiniture blu scuro, con pantaloncini e calzettoni blu scuro.
| Casa | Trasferta |

## Rosa
| N. |                      | Ruolo | Calciatore                 |
| -- | -------------------- | ----- | -------------------------- |
| 1  | Norvegia (bandiera)  | P     | Viljar Myhra               |
| 2  | Islanda (bandiera)   | D     | Ari Leifsson               |
| 3  | Norvegia (bandiera)  | D     | Jonathan Parr              |
| 4  | Camerun (bandiera)   | D     | Duplexe Tchamba Bangou     |
| 5  | Norvegia (bandiera)  | D     | Niklas Gunnarsson          |
| 7  | Norvegia (bandiera)  | C     | Herman Stengel             |
| 8  | Norvegia (bandiera)  | C     | Johan Hove                 |
| 9  | Danimarca (bandiera) | A     | Marcus Mølvadgaard         |
| 10 | Norvegia (bandiera)  | A     | Moses Mawa                 |
| 11 | Norvegia (bandiera)  | C     | Kristoffer Tokstad         |
| 14 | Norvegia (bandiera)  | D     | Nicholas Mickelson         |
| 17 | Norvegia (bandiera)  | C     | Tobias Gulliksen           |
| 19 | Norvegia (bandiera)  | C     | Halldor Stenevik           |
| 20 | Danimarca (bandiera) | C     | Mikkel Maigaard            |
| 22 | Francia (bandiera)   | D     | Prosper Mendy              |
| 23 | Islanda (bandiera)   | C     | Valdimar Þór Ingimundarson |

| N. |                     | Ruolo | Calciatore               |
| -- | ------------------- | ----- | ------------------------ |
| 23 | Lettonia (bandiera) | C     | Jānis Ikaunieks          |
| 26 | Norvegia (bandiera) | D     | Lars Christopher Vilsvik |
| 30 | Norvegia (bandiera) | D     | Fabian Holst-Larsen      |
| 37 | Norvegia (bandiera) | A     | Riel Choi Nguen          |
| 40 | Norvegia (bandiera) | P     | Morten Sætra             |
| 42 | Nigeria (bandiera)  | C     | Ipalibo Jack             |
| 50 | Norvegia (bandiera) | P     | Daniel Skretteberg       |
| 51 | Norvegia (bandiera) | A     | Aleksander Stenseth      |
| 56 | Norvegia (bandiera) | A     | Mustapha Fofana          |
| 57 | Norvegia (bandiera) | D     | Fredrik Pedersen         |
| 58 | Norvegia (bandiera) | A     | Simen Hammershaug        |
| 64 | Norvegia (bandiera) | C     | Sebastian Pop            |
| 70 | Norvegia (bandiera) | D     | Sondre Fosnæss Hanssen   |
| 80 | Norvegia (bandiera) | D     | Andreas Nyhagen          |
| 88 | Norvegia (bandiera) | A     | Lars-Jørgen Salvesen     |
| 92 | Kosovo (bandiera)   | C     | Kreshnik Krasniqi        |

## Calciomercato

### Sessione invernale(dal 09/01 al 01/04)
| Arrivi           | Arrivi                 | Arrivi      | Arrivi        |
| R.               | Nome                   | da          | Modalità      |
| ---------------- | ---------------------- | ----------- | ------------- |
| P                | Morten Sætra           | Strømmen    | fine prestito |
| D                | Niklas Gunnarsson      |             | svincolato    |
| D                | Ari Leifsson           | Fylkir      | definitivo    |
| C                | Jānis Ikaunieks        |             | svincolato    |
| C                | Halldor Stenevik       | Sogndal     | fine prestito |
| A                | Marcus Mølvadgaard     |             | svincolato    |
| A                | Simen Hammershaug      | Asker       | fine prestito |
| A                | Sebastian Pedersen     | Florø       | fine prestito |
| Altre operazioni |                        |             |               |
| R.               | Nome                   | da          | Modalità      |
| D                | Arnar Thór Gudjónsson  | Fram Larvik | fine prestito |
| D                | Andreas Nyhagen        | Grorud      | fine prestito |
| C                | Mathias Berg Gjerstrøm | Kongsvinger | fine prestito |

| Partenze | Partenze               | Partenze           | Partenze   |
| R.       | Nome                   | a                  | Modalità   |
| -------- | ---------------------- | ------------------ | ---------- |
| P        | Martin Hansen          |                    | svincolato |
| D        | Jakob Glesnes          | Philadelphia Union | definitivo |
| D        | Arnar Thór Gudjónsson  |                    | svincolato |
| D        | Mounir Hamoud          |                    | svincolato |
| D        | Christopher Lindquist  |                    | svincolato |
| D        | Andreas Nyhagen        | Moss               | prestito   |
| D        | Lars Sætra             |                    | svincolato |
| C        | Mathias Berg Gjerstrøm | Kongsvinger        | definitivo |
| C        | Hasan Duman            |                    | svincolato |
| C        | Mathias Gulliksen      | Florø              | prestito   |
| C        | Henning Hauger         |                    | svincolato |
| C        | Martin Ovenstad        |                    | svincolato |
| C        | Martin Spelmann        |                    | svincolato |
| A        | Muhamed Keita          |                    | svincolato |

### Tra la sessione invernale e la sessione estiva
| Arrivi | Arrivi | Arrivi | Arrivi   |
| R.     | Nome   | da     | Modalità |
| ------ | ------ | ------ | -------- |

| Partenze | Partenze           | Partenze | Partenze |
| R.       | Nome               | a        | Modalità |
| -------- | ------------------ | -------- | -------- |
| A        | Sebastian Pedersen | Notodden | prestito |

### Sessione estiva(dal 10/06 al 30/06)
| Arrivi | Arrivi          | Arrivi | Arrivi        |
| R.     | Nome            | da     | Modalità      |
| ------ | --------------- | ------ | ------------- |
| D      | Andreas Nyhagen | Moss   | fine prestito |

| Partenze | Partenze | Partenze | Partenze |
| R.       | Nome     | a        | Modalità |
| -------- | -------- | -------- | -------- |

### Tra la sessione estiva e la sessione autunnale
| Arrivi | Arrivi             | Arrivi   | Arrivi        |
| R.     | Nome               | da       | Modalità      |
| ------ | ------------------ | -------- | ------------- |
| A      | Sebastian Pedersen | Notodden | fine prestito |

| Partenze | Partenze        | Partenze | Partenze   |
| R.       | Nome            | a        | Modalità   |
| -------- | --------------- | -------- | ---------- |
| C        | Jānis Ikaunieks |          | svincolato |

### Sessione autunnale(dall'08/09 al 05/10)
| Arrivi | Arrivi                     | Arrivi | Arrivi     |
| R.     | Nome                       | da     | Modalità   |
| ------ | -------------------------- | ------ | ---------- |
| C      | Valdimar Þór Ingimundarson | Fylkir | definitivo |

| Partenze | Partenze           | Partenze | Partenze |
| R.       | Nome               | a        | Modalità |
| -------- | ------------------ | -------- | -------- |
| A        | Mustapha Fofana    | Øygarden | prestito |
| A        | Sebastian Pedersen | HamKam   | prestito |

### Dopo la sessione autunnale
| Arrivi | Arrivi | Arrivi | Arrivi   |
| R.     | Nome   | da     | Modalità |
| ------ | ------ | ------ | -------- |

| Partenze | Partenze           | Partenze | Partenze   |
| R.       | Nome               | a        | Modalità   |
| -------- | ------------------ | -------- | ---------- |
| A        | Marcus Mølvadgaard |          | svincolato |

## Risultati

### Eliteserien

#### Girone di andata
| Arbitro: | Moen (Haugesund) |

|                            |           |                          |
| Bringaker 65’ Markovic 73’ | Marcatori | 45’ Salvesen 83’ Stengel |

| Arbitro: | Hansen (Feda) |

|         |           |  |
| Hove 2’ | Marcatori |  |

| Arbitro: | Hobber Nilsen (Oslo) |

|                            |           |                                          |
| Abdellaoue 52’, 79’ (rig.) | Marcatori | 30’ (rig.), 33’ (rig.) Maigaard 54’ Hove |

| Arbitro: | Hansen Grøtta |

|                     |           |            |
| Maigaard 89’ (aut.) | Marcatori | 30’ Haugen |

| Arbitro: | Hobber Nilsen (Oslo) |

|                 |           |  |
| Hansen 33’, 41’ | Marcatori |  |

| Arbitro: | Hansen (Feda) |

|                   |           |                     |
| Hove 55’ Mawa 77’ | Marcatori | 27’, 39’ Pellegrino |

| Arbitro: | Hobber Nilsen (Oslo) |

|                                         |           |  |
| Helland 68’ Zachariassen 81’ Børven 90’ | Marcatori |  |

| Arbitro: | Moen (Haugesund) |

|                       |           |            |
| Mawa 50’ Salvesen 54’ | Marcatori | 85’ Nakkim |

| Arbitro: | Hobber Nilsen (Oslo) |

|  |           |                                               |
|  | Marcatori | 44’ Hestad 57’ Hussain 60’ James 80’ Knudtzon |

| Arbitro: | Skjerven (Kaupanger) |

|                                  |           |  |
| Sahraoui 36’ Salvesen 45’ (aut.) | Marcatori |  |

| Arbitro: | Hagen (Grue) |

|                                            |           |             |
| Teniste 8’ (aut.) Mawa 54’ Mølvadgaard 90’ | Marcatori | 72’ Koomson |

| Arbitro: | Hansen Grøtta |

|                                                     |           |                      |
| Zinckernagel 12’ Gunnarsson 28’ (aut.) J. Hauge 67’ | Marcatori | 13’ Mawa 66’ Tokstad |

| Arbitro: | Hagenes (Flaktveit) |

|                                           |           |                                                    |
| Hove 18’ Salvesen 52’ Maigaard 54’ (rig.) | Marcatori | 6’ Rufo 45’, 63’ (rig.) Gussiås 90’ Normann Hansen |

| Arbitro: | Steen (Bergen) |

|                                   |           |                                   |
| Ammitzbøll 83’ Vilsvik 90’ (aut.) | Marcatori | 9’ Hove 80’ Maigaard 90’ Salvesen |

| Arbitro: | Steen (Bergen) |

|  |           |                          |
|  | Marcatori | 74’ (aut.) Jack 90’ Bell |

#### Girone di ritorno
| Arbitro: | Hobber Nilsen (Oslo) |

|            |           |          |
| Strand 33’ | Marcatori | 42’ Hove |

| Arbitro: | Amland (Bergen) |

|                                                  |           |                                        |
| Salvesen 16’ Eggen Hedenstad 18’ (aut.) Hove 59’ | Marcatori | 22’ Børven 84’ Skjelbred 87’ Islamović |

| Sandefjord 20 settembre 2020, ore 18:00 18ª giornata | Sandefjord    | 0 – 0 referto | Strømsgodset | Release Arena (200 spett.)\| Arbitro: \| Hansen (Feda) \| |
| Arbitro:                                             | Hansen (Feda) |               |              |                                                           |

| Drammen 26 settembre 2020, ore 20:30 19ª giornata | Strømsgodset        | 0 – 0 referto | Sarpsborg 08 | Marienlyst Stadion (200 spett.)\| Arbitro: \| Hagenes (Flaktveit) \| |
| Arbitro:                                          | Hagenes (Flaktveit) |               |              |                                                                      |

| Arbitro: | Hafsås (Trondheim) |

|                           |           |                       |
| Vevatne 76’ de Lanlay 90’ | Marcatori | 53’ Salvesen 74’ Hove |

| Arbitro: | Eskås (Oslo) |

|          |           |                    |
| Mawa 78’ | Marcatori | 39’ (rig.) Bolaños |

| Arbitro: | Amland (Bergen) |

|                         |           |                   |
| Ellingsen 70’ James 82’ | Marcatori | 85’ Ingimundarson |

| Arbitro: | Steen (Bergen) |

|  |           |                              |
|  | Marcatori | 15’ Bjørdal 76’ Borchgrevink |

| Arbitro: | Hansen (Feda) |

|                                          |           |  |
| Sveen 4’ Brustad 58’ Semb Aasmundsen 84’ | Marcatori |  |

| Arbitro: | Eskås (Oslo) |

|                   |           |                            |
| Ingimundarson 84’ | Marcatori | 4’ Junker 12’ Zinckernagel |

| Arbitro: | Hagen (Grue) |

|                                   |           |         |
| Pellegrino 57’ (rig.), 69’ (rig.) | Marcatori | 5’ Mawa |

| Arbitro: | Hagen (Grue) |

|             |           |                       |
| Rashani 20’ | Marcatori | 9’, 53’, 66’ Salvesen |

| Arbitro: | Hansen Grøtta |

|                      |           |                                |
| Hove 25’ Tokstad 80’ | Marcatori | 69’ Therkildsen 90’ Ammitzbøll |

| Arbitro: | Amland (Bergen) |

|               |           |                                                                   |
| Karlsbakk 80’ | Marcatori | 10’ Hove 47’ (aut.) Mawete Mwimba 54’ Salvesen 63’ Tchamba Bangou |

| Arbitro: | Steen (Bergen) |

|  |           |                                           |
|  | Marcatori | 44’ Hansen 79’, 85’ Maatsen 90’ Kinoshita |

## Statistiche

### Statistiche di squadra
| Competizione | Punti | In casa | In casa | In casa | In casa | In casa | In casa | In trasferta | In trasferta | In trasferta | In trasferta | In trasferta | In trasferta | Totale | Totale | Totale | Totale | Totale | Totale | DR  |
| Competizione | Punti | G       | V       | N       | P       | Gf      | Gs      | G            | V            | N            | P            | Gf           | Gs           | G      | V      | N      | P      | Gf     | Gs     | DR  |
| ------------ | ----- | ------- | ------- | ------- | ------- | ------- | ------- | ------------ | ------------ | ------------ | ------------ | ------------ | ------------ | ------ | ------ | ------ | ------ | ------ | ------ | --- |
| Eliteserien  | 31    | 15      | 3       | 6       | 6       | 19      | 29      | 15           | 4            | 4            | 7            | 22           | 28           | 30     | 7      | 10     | 13     | 41     | 57     | -16 |
| Totale       | -     | 15      | 3       | 6       | 6       | 19      | 29      | 15           | 4            | 4            | 7            | 22           | 28           | 30     | 7      | 10     | 13     | 41     | 57     | -16 |

### Andamento in campionato
| Giornata  | 1 | 2 | 3 | 4 | 5 | 6 | 7 | 8 | 9 | 10 | 11 | 12 | 13 | 14 | 15 | 16 | 17 | 18 | 19 | 20 | 21 | 22 | 23 | 24 | 25 | 26 | 27 | 28 | 29 | 30 |
| --------- | - | - | - | - | - | - | - | - | - | -- | -- | -- | -- | -- | -- | -- | -- | -- | -- | -- | -- | -- | -- | -- | -- | -- | -- | -- | -- | -- |
| Luogo     | T | C | T | C | T | C | T | C | C | T  | C  | T  | C  | T  | C  | T  | C  | T  | C  | T  | C  | T  | C  | T  | C  | T  | T  | C  | T  | C  |
| Risultato | N | V | V | N | P | N | P | V | P | P  | V  | P  | P  | V  | P  | N  | N  | N  | N  | N  | N  | P  | P  | P  | P  | P  | V  | N  | V  | P  |
| Posizione | 6 | 6 | 4 | 4 | 7 | 5 | 9 | 8 | 8 | 9  | 9  | 9  | 10 | 9  | 10 | 11 | 12 | 12 | 13 | 11 | 11 | 12 | 13 | 13 | 14 | 14 | 13 | 13 | 13 | 13 |

Fonte:  Eliteserien 2020, su altomfotball.no, Altomfotball. URL consultato il 18 ottobre 2022 (archiviato dall'url originale il 20 settembre 2022).
Legenda:

Luogo: C = Casa; T = Trasferta. Risultato: V = Vittoria; N = Pareggio; P = Sconfitta.

### Statistiche dei giocatori
| Giocatore          | Eliteserien | Eliteserien | Eliteserien | Eliteserien | Coppa nazionale | Coppa nazionale | Coppa nazionale | Coppa nazionale | Coppe europee | Coppe europee | Coppe europee | Coppe europee | Altre coppe | Altre coppe | Altre coppe | Altre coppe | Totale   | Totale | Totale      | Totale     |
| Giocatore          | Presenze    | Reti        | Ammonizioni | Espulsioni  | Presenze        | Reti            | Ammonizioni     | Espulsioni      | Presenze      | Reti          | Ammonizioni   | Espulsioni    | Presenze    | Reti        | Ammonizioni | Espulsioni  | Presenze | Reti   | Ammonizioni | Espulsioni |
| ------------------ | ----------- | ----------- | ----------- | ----------- | --------------- | --------------- | --------------- | --------------- | ------------- | ------------- | ------------- | ------------- | ----------- | ----------- | ----------- | ----------- | -------- | ------ | ----------- | ---------- |
| M. Fofana          | 0           | 0           | 0           | 0           |                 |                 |                 |                 |               |               |               |               |             |             |             |             | 0        | 0      | 0           | 0          |
| S. Fosnæss Hanssen | 19          | 0           | 0           | 0           |                 |                 |                 |                 |               |               |               |               |             |             |             |             | 19       | 0      | 0           | 0          |
| T. Gulliksen       | 7           | 0           | 1           | 0           |                 |                 |                 |                 |               |               |               |               |             |             |             |             | 7        | 0      | 1           | 0          |
| N. Gunnarsson      | 26          | 0           | 9           | 0           |                 |                 |                 |                 |               |               |               |               |             |             |             |             | 26       | 0      | 9           | 0          |
| S. Hammershaug     | 2           | 0           | 0           | 0           |                 |                 |                 |                 |               |               |               |               |             |             |             |             | 2        | 0      | 0           | 0          |
| F. Holst-Larsen    | 0           | 0           | 0           | 0           |                 |                 |                 |                 |               |               |               |               |             |             |             |             | 0        | 0      | 0           | 0          |
| J. Hove            | 30          | 10          | 1           | 0           |                 |                 |                 |                 |               |               |               |               |             |             |             |             | 30       | 10     | 1           | 0          |
| J. Ikaunieks       | 6           | 0           | 0           | 0           |                 |                 |                 |                 |               |               |               |               |             |             |             |             | 6        | 0      | 0           | 0          |
| V. Ingimundarson   | 11          | 2           | 0           | 0           |                 |                 |                 |                 |               |               |               |               |             |             |             |             | 11       | 2      | 0           | 0          |
| I. Jack            | 22          | 0           | 2           | 2           |                 |                 |                 |                 |               |               |               |               |             |             |             |             | 22       | 0      | 2           | 2          |
| K. Krasniqi        | 5           | 0           | 2           | 0           |                 |                 |                 |                 |               |               |               |               |             |             |             |             | 5        | 0      | 2           | 0          |
| A. Leifsson        | 14          | 0           | 3           | 0           |                 |                 |                 |                 |               |               |               |               |             |             |             |             | 14       | 0      | 3           | 0          |
| M. Maigaard        | 28          | 5           | 2           | 0           |                 |                 |                 |                 |               |               |               |               |             |             |             |             | 28       | 5      | 2           | 0          |
| M. Mawa            | 30          | 6           | 3           | 0           |                 |                 |                 |                 |               |               |               |               |             |             |             |             | 30       | 6      | 3           | 0          |
| P. Mendy           | 0           | 0           | 0           | 0           |                 |                 |                 |                 |               |               |               |               |             |             |             |             | 0        | 0      | 0           | 0          |
| N. Mickelson       | 22          | 0           | 4           | 0           |                 |                 |                 |                 |               |               |               |               |             |             |             |             | 22       | 0      | 4           | 0          |
| M. Mølvadgaard     | 18          | 1           | 2           | 0           |                 |                 |                 |                 |               |               |               |               |             |             |             |             | 18       | 1      | 2           | 0          |
| V. Myhra           | 30          | -57         | 0           | 0           |                 |                 |                 |                 |               |               |               |               |             |             |             |             | 30       | -57    | 0           | 0          |
| R. Nguen           | 0           | 0           | 0           | 0           |                 |                 |                 |                 |               |               |               |               |             |             |             |             | 0        | 0      | 0           | 0          |
| A. Nyhagen         | 5           | 0           | 0           | 0           |                 |                 |                 |                 |               |               |               |               |             |             |             |             | 5        | 0      | 0           | 0          |
| J. Parr            | 4           | 0           | 3           | 0           |                 |                 |                 |                 |               |               |               |               |             |             |             |             | 4        | 0      | 3           | 0          |
| F. Pedersen        | 0           | 0           | 0           | 0           |                 |                 |                 |                 |               |               |               |               |             |             |             |             | 0        | 0      | 0           | 0          |
| S. Pop             | 2           | 0           | 0           | 0           |                 |                 |                 |                 |               |               |               |               |             |             |             |             | 2        | 0      | 0           | 0          |
| M. Sætra           | 0           | 0           | 0           | 0           |                 |                 |                 |                 |               |               |               |               |             |             |             |             | 0        | 0      | 0           | 0          |
| L. Salvesen        | 30          | 10          | 3           | 0           |                 |                 |                 |                 |               |               |               |               |             |             |             |             | 30       | 10     | 3           | 0          |
| D. Skretteberg     | 0           | 0           | 0           | 0           |                 |                 |                 |                 |               |               |               |               |             |             |             |             | 0        | 0      | 0           | 0          |
| H. Stenevik        | 22          | 0           | 1           | 0           |                 |                 |                 |                 |               |               |               |               |             |             |             |             | 22       | 0      | 1           | 0          |
| H. Stengel         | 15          | 1           | 3           | 0           |                 |                 |                 |                 |               |               |               |               |             |             |             |             | 15       | 1      | 3           | 0          |
| A. Stenseth        | 6           | 0           | 0           | 0           |                 |                 |                 |                 |               |               |               |               |             |             |             |             | 6        | 0      | 0           | 0          |
| D. Tchamba Bangou  | 12          | 1           | 0           | 0           |                 |                 |                 |                 |               |               |               |               |             |             |             |             | 12       | 1      | 0           | 0          |
| K. Tokstad         | 28          | 2           | 3           | 0           |                 |                 |                 |                 |               |               |               |               |             |             |             |             | 28       | 2      | 3           | 0          |
| L. Vilsvik         | 25          | 0           | 2           | 0           |                 |                 |                 |                 |               |               |               |               |             |             |             |             | 25       | 0      | 2           | 0          |